# Theritas
Theritas is een geslacht van vlinders uit de familie van de kleine pages, vuurvlinders en blauwtjes (Lycaenidae).

## Soorten
- Theritas acontius (Goodson, 1945)
- Theritas adamsi (Druce, 1909)
- Theritas anna (Druce, 1907)
- Theritas arene (Goodson, 1945)
- Theritas augustinula (Goodson, 1845)
- Theritas augustula (Kirby, 1877)
- Theritas boliboyeri (Bálint & Wojtusiak, 2006)
- Theritas chaluma (Schaus, 1902)
- Theritas crines (Druce, 1907)
- Theritas curitabaensis (Johnson, 1992)
- Theritas danaus (C. & R. Felder, 1865)
- Theritas deniva (Hewitson, 1874)
- Theritas drucei (Lathy, 1926)
- Theritas gozmanyi (Bálint & Wojtusiak, 2007)
- Theritas harrietta (Weeks, 1901)
- Theritas hemon (Cramer, 1775)
- Theritas lisus (Stoll, 1790)
- Theritas margaritacea (Draudt, 1921)
- Theritas mavors Hübner, 1818
- Theritas monica (Hewitson, 1867)
- Theritas paupera (C. & R. Felder, 1865)
- Theritas phegeus (Hewitson, 1865)
- Theritas theocritus (Fabricius, 1793)
- Theritas triquetra (Hewitson, 1865)
- Theritas viresco (Druce, 1907)